# جون أليسون (لاعب كرة قدم)
جون أليسون (بالإنجليزية: John Allison)‏ (1884 في المملكة المتحدة - ) هو لاعب كرة قدم بريطاني (وحمل سابقاً جنسية المملكة المتحدة لبريطانيا العظمى وأيرلندا) في مركز مهاجم داخلي. لعب مع نادي غاينسبورو ترينيتي ونادي مانسفيلد تاون وKiveton Park F.C. ‏.